# Krivicz Gyula
Krivicz Gyula (Somogy, 1913. július 21. –  Pécs, 1979. december 22.) magyar labdarúgó, olimpikon.

## Pályafutása
A DVAC labdarúgója volt, ahol csapata egyik irányító játékosa volt. 
1936-ban beválogatták az olimpiai válogatottba. Tagja volt a berlini olimpián részt vevő csapatnak, de mérkőzésen nem szerepelt.
Egy ideig edzősködött, majd sportvezetőként dolgozott a megyei labdarúgó-szövetségben. A második világháború után éveken keresztül a városi sportbizottság vezetőjeként dolgozott Pécsett.